# Хэрринг, Лаура
Ла́ура Хэ́рринг (англ. Laura Harring, настоящее имя Лаура Елена Мартинес Херринг исп. Laura Elena Martínez Herring; род. 3 марта 1964, Лос-Мочис, Синалоа) — мексиканская и американская модель и актриса. Победительница конкурса «Мисс США» в 1985 году. Стала известной после исполнения роли Риты/Камиллы в фильме Дэвида Линча «Малхолланд Драйв» в 2001 году.

## Биография
Лаура Хэрринг родилась в Мексике, в приморском городке Лос-Мочис (штат Синалоа). Её мать, Мария Елена Каиро (англ. María Elena Cairo), была психотерапевтом, секретарём, занималась недвижимостью. Отец, Раймонд Херринг, был строителем и фермером австрийско-немецкого происхождения. Родители Лауры Хэрринг развелись в 1971 году.

## Карьера
Первые 10 лет своей жизни Лора прожила в Мехико, потом её семья переехала в американский город Сан-Антонио (штат Техас). В возрасте 12 лет случайно пострадала во время уличной перестрелки, была ранена в голову. В 16 лет упросила семью отпустить её на учёбу в Швейцарию, в престижную частную школу Aiglon College.
Вернувшись в США, Хэрринг поселилась в Эль-Пасо (штат Техас) и стала участвовать в конкурсах красоты. Завоевала титул «Мисс Эль-Пасо», а позже — «Мисс Техас». В 1985 году стала первой латиноамериканкой, удостоившейся короны «Мисс США». Вошла в первую десятку на конкурсе «Мисс Вселенная» в 1985 году.
Следующий год Лора провела, странствуя по Азии и Европе, занималась социальной работой в Индии. В Европе была представлена в аристократических кругах и в 1987 году вышла замуж за графа Карла-Эдуарда фон Бисмарк-Шёнхаузен, праправнука канцлера Отто фон Бисмарка. Они развелись в 1989 году, но остались друзьями, а Лора, между тем, сохранила титул графини фон Бисмарк-Шёнхаузен.
Хэрринг изучала театральное искусство в Лондонской Академии изящных искусств, а также занималась латинскими танцами, включая аргентинское танго.
Самая известная роль актрисы была в фильме Дэвида Линча «Малхолланд драйв» (2001), в котором она снялась вместе с Наоми Уоттс и Джастином Теру. В этом фильме она играла Риту — девушку, потерявшую память.

## Личная жизнь
Лаура Хэрринг была замужем за Карлом Эдуардом фон Бисмарком (англ.) с 1987 по 1989 год.

## Фильмография
| Год       |   | Русское название                    | Оригинальное название             | Роль                         |
| --------- | - | ----------------------------------- | --------------------------------- | ---------------------------- |
| 1987      | ф | Аламо: 13 дней славы                | The Alamo: 13 Days To Glory       | невеста Санта-Анны           |
| 1990      | ф | Запретный танец                     | The Forbidden Dance               | Ниса                         |
| 1993      | с | Блоссом                             | Blossom                           | медсестра                    |
| 1994      | ф | Райское наслаждение                 | Exit to Eden                      | Киндра                       |
| 1995—1996 | с | Флиппер                             | Flipper                           | Гарсия                       |
| 1995      | ф | Империя                             | Empire                            | Габриэлла Конрейн            |
| 1996      | с | Ночи Малибу                         | Baywatch Nights                   | Шарлотта «Чарли» МакБрайт    |
| 1996—1999 | с | Шёлковые сети                       | Silk Stalkings                    | Паула Хьюстон                |
| 1997      | с | Любовь и тайны Сансет Бич           | Sunset Beach                      | Пола Стивенс                 |
| 1997      | ф | Чёрный скорпион. В эпицентре взрыва | Black Scorpion II: Aftershock     | девушка мэра                 |
| 1997      | с | Вне веры: Правда или ложь           | Beyond Belief: Fact or Fiction    | таинственная женщина         |
| 1998      | с | Фрейзер                             | Frasier                           | Ребекка Венделл              |
| 2000      | ф | Никки, дьявол-младший               | Little Nicky                      | мисс Данлэви                 |
| 2001      | ф | Малхолланд Драйв                    | Mulholland Dr.                    | Рита / Камилла Роудс         |
| 2001      | ф | Окончательная расплата              | Final Payback                     | Джина Каррильо               |
| 2002      | ф | Джон Кью                            | John Q                            | Джина Паламбо                |
| 2002      | ф | Под откос                           | Derailed                          | Галина Константин            |
| 2002      | ф | Кролики                             | Rabbits                           | Джейн                        |
| 2003      | с | Закон и порядок: Специальный корпус | Law & Order: Special Victims Unit | Джоан Квентин                |
| 2003      | ф | Уиллард                             | Willard                           | Кэтрин                       |
| 2003      | ф | Сумасшедшая любовь                  | Mi Casa, Su Casa                  | Каталина                     |
| 2003      | ф | Поэт                                | The Poet                          | Пола                         |
| 2004      | ф | Каратель                            | The Punisher                      | Ливия Сэйнт                  |
| 2005      | ф | Город смерти                        | All Souls Day: Dia de los Muertos | Тали                         |
| 2005      | ф | Король                              | The King                          | Твайла                       |
| 2006      | ф | Забастовка                          | Walkout                           | Фрэнсис Кризостомо           |
| 2006      | ф | Внутренняя империя                  | Inland Empire                     | кролик Джейн                 |
| 2006      | с | Щит                                 | The Shield                        | Ребекка Дойл                 |
| 2007      | ф | Сын призрака                        | Ghost Son                         | Стейси                       |
| 2007      | ф | Нэнси Дрю                           | Nancy Drew                        | Делия Дрейкотт               |
| 2007      | ф | Страж брата моего                   | My Neighbor's Keeper              | Кейт Пауэлл                  |
| 2009—2010 | с | Сплетница                           | Gossip Girl                       | Элизабет Фишер (Эвелин Басс) |
| 2009      | ф | Абсурд                              | Drool                             | Анора Флис                   |
| 2013      | ф | Опять Вавилон                       | Return to Babylon                 | Алла Назимова                |
| 2014      | ф | Половое воспитание                  | Sex Ed                            | Люп                          |
| 2015      | с | Погоня за жизнью                    | Chasing Life                      | Оливия Ортис                 |
| 2016      | ф | Отсев                               | The Thinning                      | Джорджина Престон            |